# Чемпионат мира по лёгкой атлетике в помещении 2018 — бег на 3000 метров (женщины)
Соревнования по бегу на 3000 метров у женщин на чемпионате мира по лёгкой атлетике в помещении 2018 года прошли 1 марта в британском Бирмингеме на арене «National Indoor Arena».
Действующей зимней чемпионкой мира в беге на 3000 метров являлась Гензебе Дибаба из Эфиопии.

## Медалисты
| Золото                 | Серебро                 | Бронза                   |
| Гензебе Дибаба Эфиопия | Сифан Хассан Нидерланды | Лора Мьюр Великобритания |

## Рекорды
До начала соревнований действующими были следующие рекорды в помещении.
| Мировой рекорд                 | Гензебе Дибаба (Эфиопия)    | 8.16,60 | Стокгольм, Швеция | 6 февраля 2014  |
| Рекорд чемпионатов мира        | Элли ван Хюлст (Нидерланды) | 8.33,82 | Будапешт, Венгрия | 4 марта 1989    |
| Лучший результат сезона в мире | Гензебе Дибаба (Эфиопия)    | 8.31,23 | Сабадель, Испания | 13 февраля 2018 |

## Расписание
| Дата         | Время | Раунд соревнований |
| ------------ | ----- | ------------------ |
| 1 марта 2018 | 20:15 | Финал              |

Время местное (UTC±00:00)

## Результаты

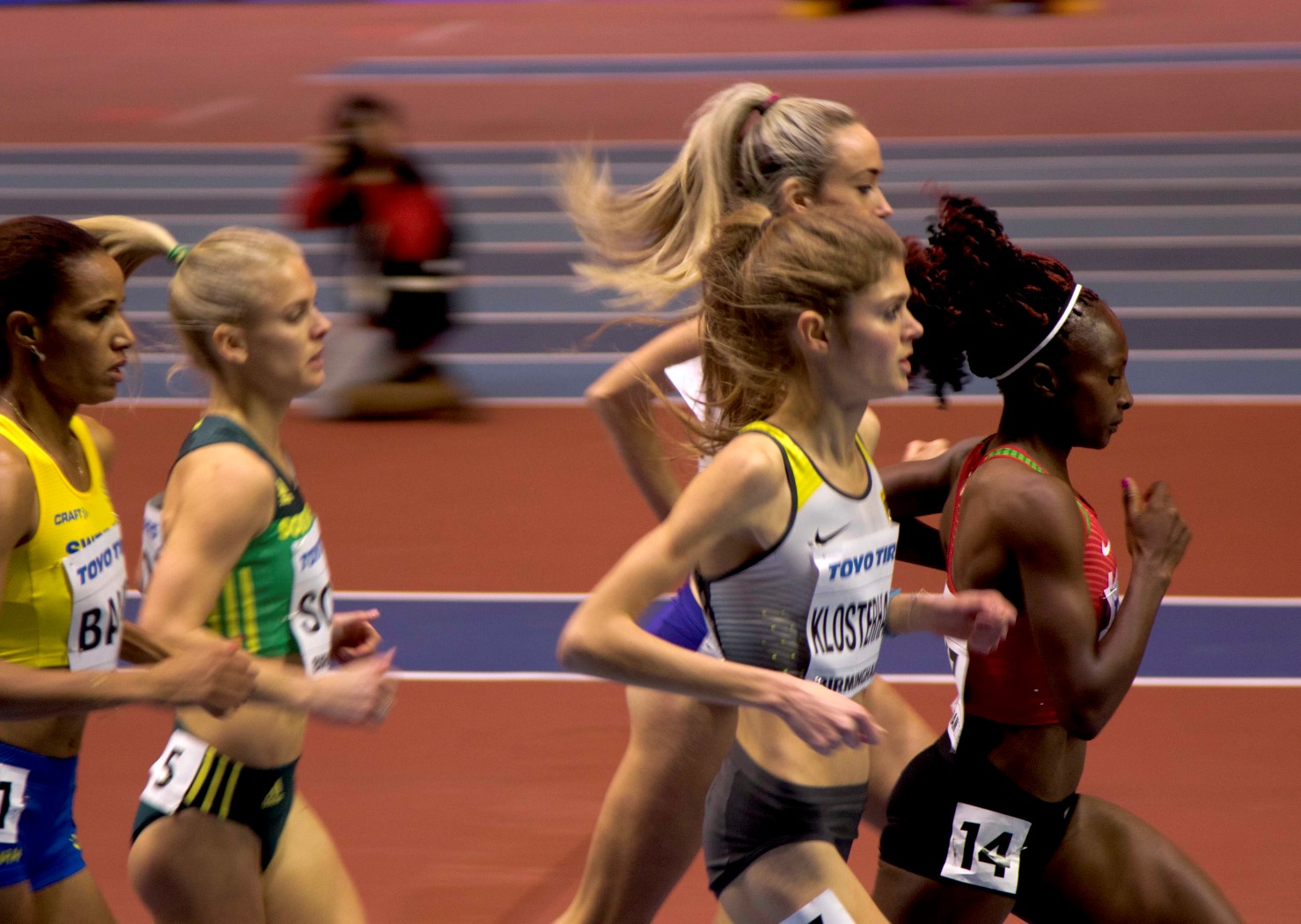
Финал

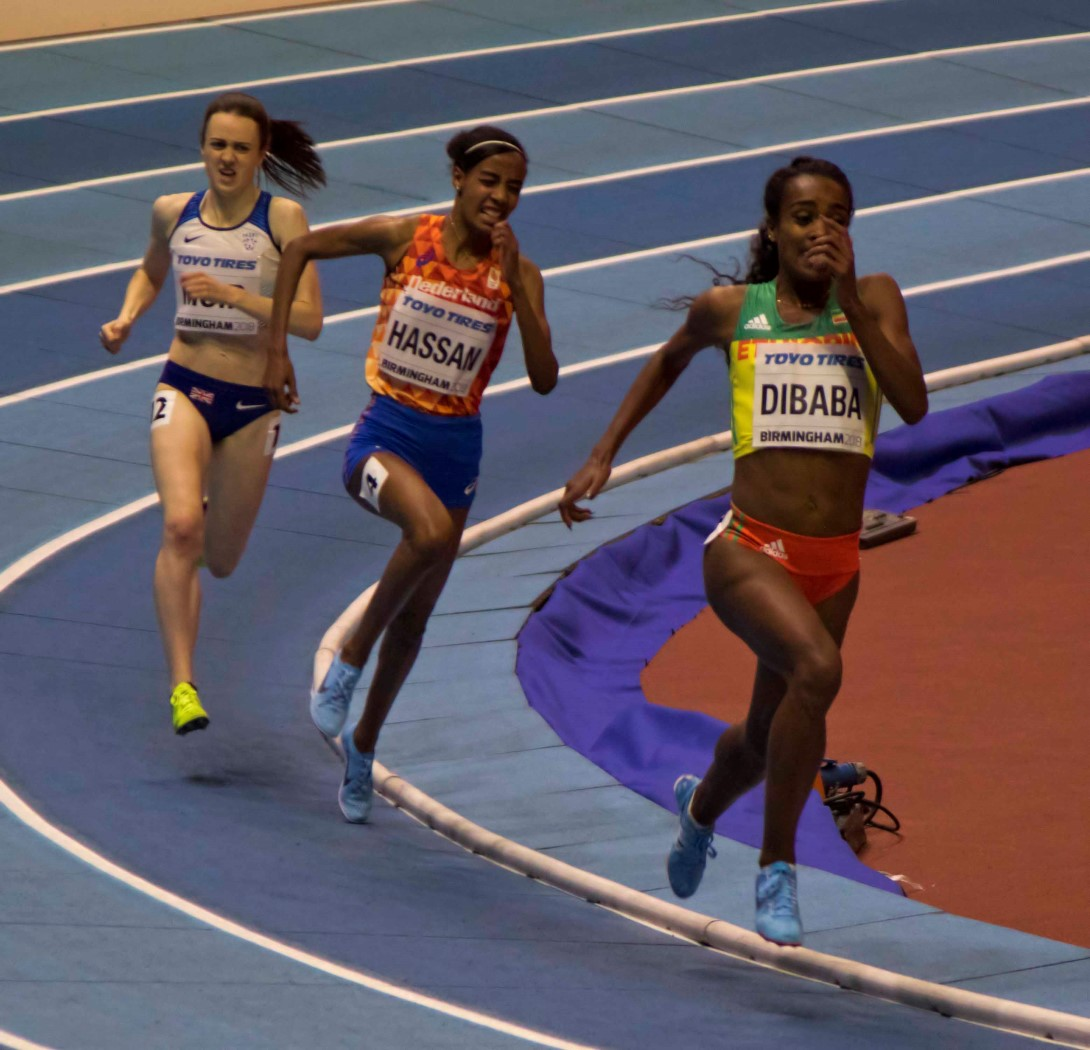
Гензебе Дибаба лидирует на заключительном круге

Обозначения: WR — Мировой рекорд | AR — Рекорд континента | CR — Рекорд чемпионатов мира | NR — Национальный рекорд | WL — Лучший результат сезона в мире | PB — Личный рекорд | SB — Лучший результат в сезоне | DNS — Не стартовала | DNF — Не финишировала | DQ — Дисквалифицирована

Финал в беге на 3000 метров у женщин состоялся 1 марта 2018 года. Как и два года назад, предварительный раунд не проводился, все участницы были сразу допущены до финала. На старт вышли 14 легкоатлеток. Забег возглавила Констанце Клостерхальфен из Германии. В небыстром темпе девушки пробежали 2 километра, оставив розыгрыш медалей на заключительную треть дистанции, когда вперёд вышла действующая чемпионка и рекордсменка мира Гензебе Дибаба. За 400 метров до финиша она начала финишное ускорение, которое смогли поддержать только Сифан Хассан и Лора Мьюр. Преследовательницы подобрались к лидеру довольно близко, но всё же не смогли помешать эфиопке в третий раз подряд выиграть бег на 3000 метров на чемпионате мира в помещении.
| Место | Атлет                    | Гражданство    | Результат | Примечания |
| ----- | ------------------------ | -------------- | --------- | ---------- |
| 1     | Гензебе Дибаба           | Эфиопия        | 8:45.05   |            |
| 2     | Сифан Хассан             | Нидерланды     | 8:45.68   | SB         |
| 3     | Лора Мьюр                | Великобритания | 8:45.78   | SB         |
| 4     | Хеллен Обири             | Кения          | 8:49.66   |            |
| 5     | Шелби Хулихан            | США            | 8:50.38   |            |
| 6     | Фанту Ворку              | Эфиопия        | 8:50.54   |            |
| 7     | Констанце Клостерхальфен | Германия       | 8:51.79   |            |
| 8     | Кэти Макки               | США            | 8:56.62   |            |
| 9     | Доминик Скотт            | ЮАР            | 8:59.93   |            |
| 10    | Эйлиш Макколган          | Великобритания | 9:01.32   |            |
| 11    | Женевьев Лалонд          | Канада         | 9:03.91   |            |
| 12    | Мераф Бахта              | Швеция         | 9:05.94   |            |
| 13    | Клаудия Бобоча           | Румыния        | 9:23.70   |            |
| 14    | Тамара Армуш             | Иордания       | 9:45.68   |            |